# ワタリガラス

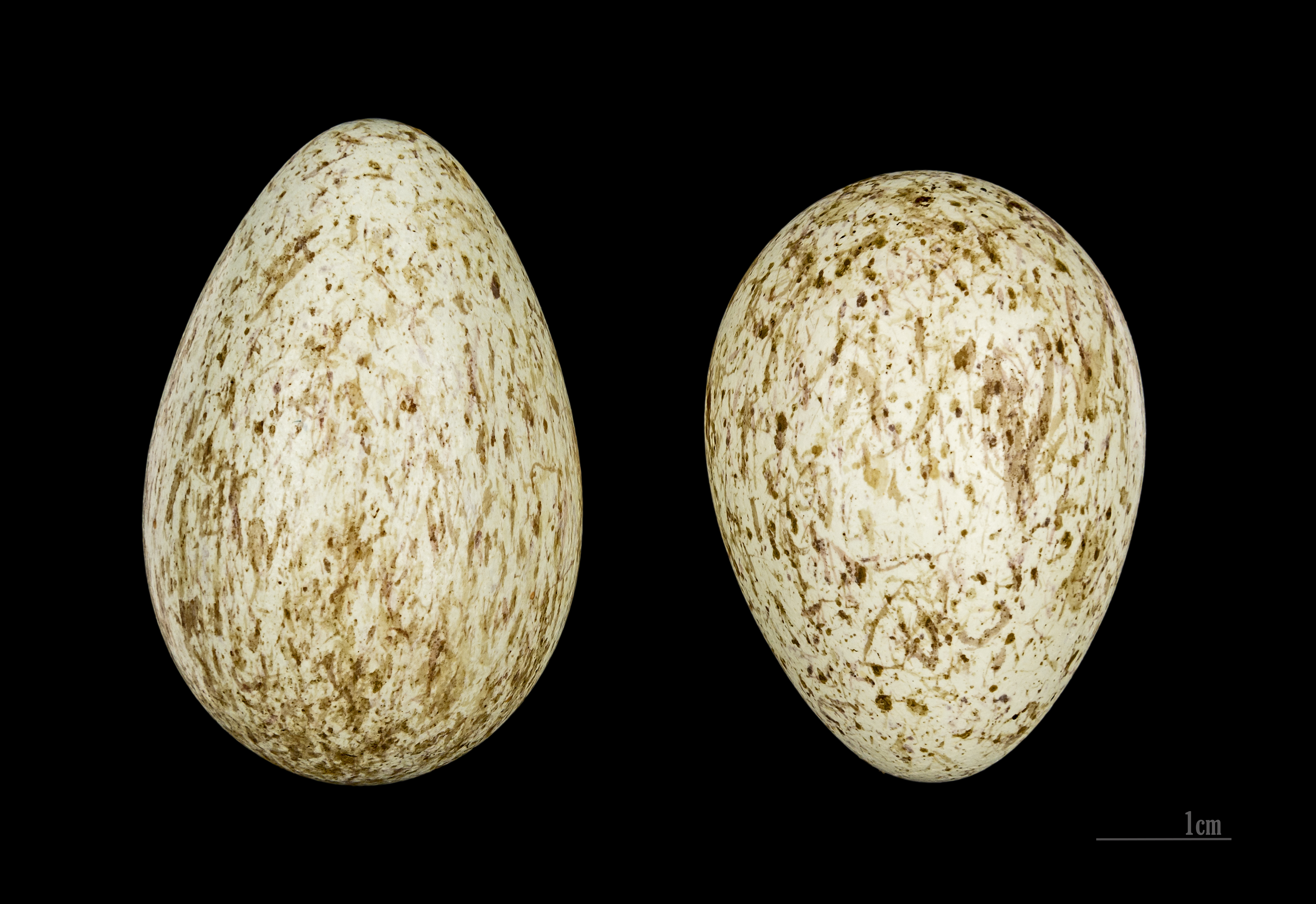
ワタリガラスの卵

ワタリガラス（渡鴉、学名 Corvus corax）は、スズメ目カラス科に分類される鳥。英名は「コモン・レイヴン (common raven)」あるいは「レイヴン、レーヴァン (raven)」。
「ワタリガラス」という和名の由来は、日本では渡り鳥として北海道で見られることに由来する。オオガラス（大烏）とも呼ばれる。アイヌ語ではオンネパㇱクㇽ（老大なるカラス）と呼ばれる。

## 分布
旧北区（ユーラシア大陸ほぼ全域）・新北区（北米大陸）に分布する。日本では、北海道にて冬の渡り鳥として例年観察される。

## 形態
ハシブトガラスよりも一回り大きく、全長71cm。カラス科では（同時にスズメ目でも）最大の種である。ハシブトガラス同様白色の個体も存在するが、同種のカラスの突然変異色である。

## 生態

### 知能
スウェーデン・ルンド大学の研究チームによると、ワタリガラスが目の前にないエサを得るために道具を用意するなど、将来を見越した行動をすることがわかった。チンパンジーなど一部の類人猿にしかできないとみられていた能力で、人間では４歳児以上に相当するとみられる。また、ベラルーシではスノーボードと思われる行動も観察されており、卓越した知性を有していると考えられている。
寿命は10年〜15年と考えられている。

## 文化
英語などの一部の言語では、一般的なカラス（crow）とワタリガラス（raven）を意味する単語が全く違う。カラスが腐肉や人の出した生ゴミを漁る不浄な鳥とされるのに比して、ワタリガラスは善的な象徴とされる傾向がある。

### 伝説におけるワタリガラス
北欧神話ではオーディンの斥候として、フギンとムニンという2羽のワタリガラスが登場する。9世紀からのアイスランドへの入植の歴史を記した植民の書では、最初にアイスランド島に上陸したフローキ・ビリガルズソンは、目指す島の位置を知るために洋上からワタリガラスを放ち、その飛ぶ方角を見て進路を決めたことから、カラスのフローキと呼ばれたと記している。

### 文化的な象徴として
イギリスではチャールズ2世の勅令で、最低6羽のワタリガラスがロンドン塔で飼育されており、「ロンドン塔からワタリガラスがいなくなるとイギリスは滅びる」というジンクスがある。2006年には鳥インフルエンザから保護するためにロンドン塔から一時避難させられた。ロンドン塔の衛兵ヨーマン・ウォーダーズの中には、ワタリガラスの世話をする「レイヴンマスター」という役職がある。
ワタリガラスは、ブータンの国鳥である。
アラスカ州の先住民の中には、ワタリガラスをトーテムとする部族がある。北米太平洋岸北西部の先住民の神話に登場するワタリガラスはトリックスターの属性を持っている。
英語圏ではNFLのボルチモア・レイブンズとオタワのカールトン大学がワタリガラスをマスコットとしているほか、米軍の軍艦や電子戦機の名称や人名として用いられている。詳しくは「レイヴン (曖昧さ回避)」を参照。

### 文学
語彙として、英語の「レイヴン」には「黒い髪の色」という意味があり、これは日本語の「烏の濡れ羽色」と類似している。またワタリガラスを扱った作品としてエドガー・アラン・ポーの詩に『大鴉』 がある。『ハリー・ポッターシリーズ』にはワタリガラス（Raven）の名を冠した登場人物および魔法学校の寮が登場する。